# Comuni del Lussemburgo
I comuni del Lussemburgo rappresentano l'unico ente amministrativo locale del paese. Dal punto di vista statistico sono raggruppati in cantoni. Al 1º gennaio 2025 i comuni sono 100.

## Lista
Lista in ordine alfabetico con il rispettivo cantone.

Carta del Lussemburgo che indica la divisione del territorio in comuni

| N°  | Comune               | Cantone          | Popolazione |
| --- | -------------------- | ---------------- | ----------- |
| 1   | Beaufort             | Echternach       |             |
| 2   | Bech                 | Echternach       |             |
| 3   | Beckerich            | Redange          |             |
| 4   | Berdorf              | Echternach       |             |
| 5   | Bertrange            | Lussemburgo      |             |
| 6   | Bettembourg          | Esch-sur-Alzette |             |
| 7   | Bettendorf           | Diekirch         |             |
| 8   | Betzdorf             | Grevenmacher     |             |
| 9   | Bissen               | Mersch           |             |
| 10  | Biwer                | Grevenmacher     |             |
| 11  | Boulaide             | Wiltz            |             |
| 12  | Bourscheid           | Diekirch         |             |
| 13  | Bous-Waldbredimus    | Remich           |             |
| 14  | Clervaux             | Clervaux         |             |
| 15  | Colmar-Berg          | Mersch           |             |
| 16  | Consdorf             | Echternach       |             |
| 17  | Contern              | Lussemburgo      |             |
| 18  | Dalheim              | Remich           |             |
| 19  | Diekirch             | Diekirch         |             |
| 20  | Differdange          | Esch-sur-Alzette |             |
| 21  | Dippach              | Capellen         |             |
| 22  | Dudelange            | Esch-sur-Alzette |             |
| 23  | Echternach           | Echternach       |             |
| 24  | Ell                  | Redange          |             |
| 25  | Erpeldange-sur-Sûre  | Diekirch         |             |
| 26  | Esch-sur-Alzette     | Esch-sur-Alzette |             |
| 27  | Esch-sur-Sûre        | Wiltz            |             |
| 28  | Ettelbruck           | Diekirch         |             |
| 29  | Feulen               | Diekirch         |             |
| 30  | Fischbach            | Mersch           |             |
| 31  | Flaxweiler           | Grevenmacher     |             |
| 32  | Frisange             | Esch-sur-Alzette |             |
| 33  | Garnich              | Capellen         |             |
| 34  | Goesdorf             | Wiltz            |             |
| 35  | Grevenmacher         | Grevenmacher     |             |
| 36  | Grosbous-Wahl        | Redange          |             |
| 37  | Habscht              | Capellen         |             |
| 38  | Heffingen            | Mersch           |             |
| 39  | Helperknapp          | Mersch           |             |
| 40  | Hesperange           | Lussemburgo      |             |
| 41  | Junglinster          | Grevenmacher     |             |
| 42  | Käerjeng             | Capellen         |             |
| 43  | Kayl                 | Esch-sur-Alzette |             |
| 44  | Kehlen               | Capellen         |             |
| 45  | Kiischpelt           | Wiltz            |             |
| 46  | Koerich              | Capellen         |             |
| 47  | Kopstal              | Capellen         |             |
| 48  | Lac de la Haute-Sûre | Wiltz            |             |
| 49  | Larochette           | Mersch           |             |
| 50  | Lenningen            | Remich           |             |
| 51  | Leudelange           | Esch-sur-Alzette |             |
| 52  | Lintgen              | Mersch           |             |
| 53  | Lorentzweiler        | Mersch           |             |
| 54  | Lussemburgo          | Lussemburgo      |             |
| 55  | Mamer                | Capellen         |             |
| 56  | Manternach           | Grevenmacher     |             |
| 57  | Mersch               | Mersch           |             |
| 58  | Mertert              | Grevenmacher     |             |
| 59  | Mertzig              | Diekirch         |             |
| 60  | Mondercange          | Esch-sur-Alzette |             |
| 61  | Mondorf-les-Bains    | Remich           |             |
| 62  | Niederanven          | Lussemburgo      |             |
| 63  | Nommern              | Mersch           |             |
| 64  | Parc Hosingen        | Clervaux         |             |
| 65  | Pétange              | Esch-sur-Alzette |             |
| 66  | Préizerdaul          | Redange          |             |
| 67  | Putscheid            | Vianden          |             |
| 68  | Rambrouch            | Redange          |             |
| 69  | Reckange-sur-Mess    | Esch-sur-Alzette |             |
| 70  | Redange              | Redange          |             |
| 71  | Reisdorf             | Diekirch         |             |
| 72  | Remich               | Remich           |             |
| 73  | Roeser               | Esch-sur-Alzette |             |
| 74  | Rosport-Mompach      | Echternach       |             |
| 75  | Rumelange            | Esch-sur-Alzette |             |
| 76  | Saeul                | Redange          |             |
| 77  | Sandweiler           | Lussemburgo      |             |
| 78  | Sanem                | Esch-sur-Alzette |             |
| 79  | Schengen             | Remich           |             |
| 80  | Schieren             | Diekirch         |             |
| 81  | Schifflange          | Esch-sur-Alzette |             |
| 82  | Schuttrange          | Lussemburgo      |             |
| 83  | Stadtbredimus        | Remich           |             |
| 84  | Steinfort            | Capellen         |             |
| 85  | Steinsel             | Lussemburgo      |             |
| 86  | Strassen             | Lussemburgo      |             |
| 87  | Tandel               | Vianden          |             |
| 88  | Troisvierges         | Clervaux         |             |
| 89  | Useldange            | Redange          |             |
| 90  | Vallée de l'Ernz     | Diekirch         |             |
| 91  | Vianden              | Vianden          |             |
| 92  | Vichten              | Redange          |             |
| 93  | Waldbillig           | Echternach       |             |
| 94  | Walferdange          | Lussemburgo      |             |
| 95  | Weiler-la-Tour       | Lussemburgo      |             |
| 96  | Weiswampach          | Clervaux         |             |
| 97  | Wiltz                | Wiltz            |             |
| 98  | Wincrange            | Clervaux         |             |
| 99  | Winseler             | Wiltz            |             |
| 100 | Wormeldange          | Grevenmacher     |             |

## Ultime fusioni
- Il 1º gennaio 2006:
  - i comuni di Kautenbach e Wilwerwiltz si sono fusi dando vita al comune di Kiischpelt;[1]
  - i comuni di Bastendorf e Fouhren si sono fusi dando vita al comune di Tandel.[2]
- Il 1º gennaio 2012:
  - i comuni di Medernach ed Ermsdorf si sono fusi dando vita al comune di Vallée de l'Ernz;[3]
  - i comuni di Hosingen, Consthum e Hoscheid si sono fusi dando vita al comune di Parc Hosingen;[3]
  - i comuni di Clemency e Bascharage si sono fusi dando vita al comune di Käerjeng;[3]
  - i comuni di Heiderscheid e Neunhausen si sono fusi con il comune di Esch-sur-Sûre;[3]
  - i comuni di Burmerange e Wellenstein si sono fusi con il comune di Schengen.[3]
- Il 1º gennaio 2014 il comune di Erpeldange ha mutato il proprio nome in Erpeldange-sur-Sûre.
- Il 1º gennaio 2018:
  - i comuni di Mompach e Rosport si sono fusi dando vita al comune di Rosport-Mompach;
  - i comuni di Boevange-sur-Attert e Tuntange si sono fusi con il comune di Helperknapp;
  - i comuni di Hobscheid e Septfontaines si sono fusi con il comune di Habscht.
- Il 1º settembre 2023:
  - i comuni di Bous e Waldbredimus si sono fusi dando vita al comune di Bous-Waldbredimus;
  - i comuni di Grosbous e Wahl si sono fusi con il comune di Grosbous-Wahl;